# Buchenroedera amajubica
Buchenroedera amajubica är en ärtväxtart som beskrevs av Burtt Davy. Buchenroedera amajubica ingår i släktet Buchenroedera och familjen ärtväxter. Inga underarter finns listade i Catalogue of Life.